# Fuséologie
La fuséologie, dans le domaine de l'astronautique, est la science et la technique des fusées.
Le terme correspondant en anglais est rocketry.